# Llopada Seewolf
Seewolf va ser el nom de tres llopades separades realitzades pels submarins alemanys durant la Batalla de l'Atlàntic durant la Segona Guerra Mundial.

## 1941
El primer grup de submarins amb nom Seewolf va operar a l'Atlàntic nord, per interceptar combois dirigits o provinents de Gibraltar o de Sierra Leone, a l'Àfrica occidental. El grup estava format per 17 U-boot, originaris del grups dissolts Bosemuller i Kurfurst, que havien operat a la mateixa zona. A causa del mal temps, així com de les rutes evasives dels britànics, no van tenir èxit conta els combois objectiu, tot i que van aconseguir trobar i enfonsar 5 vaixells independentment; el 6 de setembre l'U-95 va enfonsar el Trinidad, un vaixell neutral de bandera panamenya, que navegava entre Dublín i Lisboa; i el 15 de setembre, l'U-94 va enfonsar 3 vaixells que havien estat dispersats de l'ON 14 el dia anterior. El 14 de setembre l'U-95 i l'U-561 van ser bombardejats per avions del Comandament Costaner i obligats a tornar a la base.
Seewolf va formar-se el 2 de setembre, i es va dissoldre dues setmanes després, el 15 de setembre de 19411.
Va estar formada pels següents U-boot:
| U-boat | Comandant                    | Des del               | Fins el                | País              | Nom                          |
| ------ | ---------------------------- | --------------------- | ---------------------- | ----------------- | ---------------------------- |
| U-69   | Wilhelm Zahn                 | 4 de setembre de 1941 | 15 de setembre de 1941 |                   |                              |
| U-71   | Walter Flachsenberg          | 2 de setembre de 1941 | 3 de setembre de 1941  |                   |                              |
| U-77   | Heinrich Schonder            | 2 de setembre de 1941 | 7 de setembre de 1941  |                   |                              |
| U-83   | Hans-Werner Kraus            | 2 de setembre de 1941 | 7 de setembre de 1941  |                   |                              |
| U-94   | Otto Ites                    | 5 de setembre de 1941 | 15 de setembre de 1941 | Regne Unit Grècia | Empire Eland Newbury Pegasus |
| U-95   | Gerd Schreiber               | 2 de setembre de 1941 | 14 de setembre de 1941 | Panamà            | Trinidad                     |
| U-96   | Heinrich Lehmann-Willenbrock | 2 de setembre de 1941 | 10 de setembre de 1941 |                   |                              |
| U-98   | Robert Gysae                 | 3 de setembre de 1941 | 15 de setembre de 1941 |                   |                              |
| U-206  | Herbert Opitz                | 2 de setembre de 1941 | 7 de setembre de 1941  |                   |                              |
| U-553  | Karl Thurmann                | 2 de setembre de 1941 | 13 de setembre de 1941 |                   |                              |
| U-557  | Ottokar Arnold Paulssen      | 2 de setembre de 1941 | 15 de setembre de 1941 |                   |                              |
| U-558  | Günther Krech                | 2 de setembre de 1941 | 12 de setembre de 1941 |                   |                              |
| U-561  | Robert Bartels               | 2 de setembre de 1941 | 15 de setembre de 1941 |                   |                              |
| U-563  | Klaus Bargsten               | 2 de setembre de 1941 | 7 de setembre de 1941  |                   |                              |
| U-567  | Theodor Fahr                 | 2 de setembre de 1941 | 9 de setembre de 1941  | Regne Unit        | Fort Richepanse              |
| U-568  | Joachim Preuss               | 2 de setembre de 1941 | 8 de setembre de 1941  |                   |                              |
| U-751  | Gerhard Bigalk               | 2 de setembre de 1941 | 5 de setembre de 1941  |                   |                              |

Es van enfonsar 5 mercants, amb un total de 20.396 GRT.

## 1943
El segon grup de submarins amb nom Seewolf va operar a l'Atlàntic nord el març de 1943 contra combois provinents o dirigits a Nord-amèrica. Va estar format per 19 U-boot, la majoria dels grups Sturmer i Dranger, que van atacar els combois HX 229 i 122. El grup es posicionà per interceptar els combois ràpids HX i lents SC des de Nord-amèrica, i va coincidir amb el grup Seeteufel, 16 submarins posicionats per atacar combois ON i ONS. Els combois SC 123 i ONS 1 van aconseguir evadir aquests grups; diversos submarins de Seewolf van trobat l'HX 230, però tots els atacs van fracassar pel mal temps. Amb cap èxit per informar, el grup es va dissoldre i la majoria de submarins van tornar a la base, tot i que va quedar un remanent pel grup Adler.
Aquest Seewolf es formà el 21 de març, i es va dissoldre una setmana després, el 30 de març.
Va estar formada pels següents U-boot:
| U-boat | Comandant               | Des del            | Fins al            | Comentaris |
| ------ | ----------------------- | ------------------ | ------------------ | ---------- |
| U-84   | Horst Uphoff            | 24 de març de 1943 | 30 de març de 1943 |            |
| U-86   | Walter Schug            | 21 de març de 1943 | 30 de març de 1943 |            |
| U-257  | Heinz Rahe              | 25 de març de 1943 | 30 de març de 1943 |            |
| U-305  | Rudolf Bahr             | 21 de març de 1943 | 30 de març de 1943 |            |
| U-333  | Werner Schwaff          | 21 de març de 1943 | 30 de març de 1943 |            |
| U-336  | Hans Hunger             | 21 de març de 1943 | 30 de març de 1943 |            |
| U-373  | Paul-Karl Loeser        | 21 de març de 1943 | 28 de març de 1943 |            |
| U-440  | Hans Geissler           | 21 de març de 1943 | 29 de març de 1943 |            |
| U-441  | Klaus Hartmann          | 21 de març de 1943 | 28 de març de 1943 |            |
| U-527  | Herbert Uhlig           | 21 de març de 1943 | 30 de març de 1943 |            |
| U-530  | Kurt Lange              | 21 de març de 1943 | 30 de març de 1943 |            |
| U-590  | Heinrich Müller-Edzards | 21 de març de 1943 | 30 de març de 1943 |            |
| U-591  | Hans-Jürgen Zetzsche    | 21 de març de 1943 | 30 de març de 1943 |            |
| U-615  | Ralph Kapitzky          | 21 de març de 1943 | 30 de març de 1943 |            |
| U-618  | Kurt Baberg             | 21 de març de 1943 | 30 de març de 1943 |            |
| U-631  | Jürgen Krüger           | 21 de març de 1943 | 30 de març de 1943 |            |
| U-641  | Horst Rendtel           | 21 de març de 1943 | 30 de març de 1943 |            |
| U-642  | Herbert Brünning        | 21 de març de 1943 | 30 de març de 1943 |            |
| U-666  | Herbert Engel           | 21 de març de 1943 | 30 de març de 1943 |            |

No es va aconseguir enfonsar ni danyar cap vaixell.

## 1945
El tercer Seewolf va ser format el març de 1945 en un intent de reestablir l'ofensiva dels U-boot a aigües americanes; va ser al darrere llopada de la campanya atlàntica. Set dels nou submarins que van navegar cap a Amèrica formaven part de Seewolf; i dos més van salpar independentment.
De manera coincident, la intel·ligència americana creia que els alemanys estaven planejant realitzar un atac de míssils conta els Estats Units, usant míssils V-1 o V-2 adaptats per a ser llançats contra submarins.
Això portà a una decidida resposta de la Marina dels Estats Units, anomenada operació Teardrop, per trobar i destruir els submarins de Seewolf. La missió va tenir èxit, i dels 5 submarins operant en aigües estatunidenques a l'abril (dos van haver de tornar a la base per sotmetre's a reparacions, i encara estaven en ruta a finals d'abril), 4 submarins van ser enfonsats durant el mes.
Seewolf només va tenir una victòria: l'U-546 va enfonsar el USS Frederick C. Davis el 24 d'abril, poc abans que ell mateix fos enfonsat.
El cinquè submarí, l'U-881 va ser detectat i destruït el 6 de maig de 1945, sent el darrer submarí enfonsat en aigües americanes. Els dos submarins en ruta quan Alemanya es rendí van rendir-se a la USN el 8 de maig de 1945.
| U-boat | Comandant             | Des del            | Fins el            | País         | Nom                    |
| ------ | --------------------- | ------------------ | ------------------ | ------------ | ---------------------- |
| U-518  | Hans-Werner Offermann | 14 d'abril de 1945 | 22 d'abril de 1945 |              |                        |
| U-546  | Paul Just             | 14 d'abril de 1945 | 24 d'abril de 1945 | Estats Units | USS Frederick C. Davis |
| U-805  | Richard Bernardelli   | 14 d'abril de 1945 | 1 de maig de 1945  |              |                        |
| U-858  | Thilo Bode            | 14 d'abril de 1945 | 1 de maig de 1945  |              |                        |
| U-880  | Gerhard Schtözau      | 14 d'abril de 1945 | 16 d'abril de 1945 |              |                        |
| U-1235 | Franz Barsch          | 14 d'abril de 1945 | 15 d'abril de 1945 |              |                        |